# Данфорт (Илиноис)
Данфорт (енгл. Danforth) град је у америчкој савезној држави Илиноис.

## Демографија
По попису из 2010. године број становника је 604, што је 17 (2,9%) становника више него 2000. године.
| Група             | 2000.       | 2010.       |
| Белци             | 569 (96,9%) | 561 (92,9%) |
| Афроамериканци    | 0 (0,0%)    | 0 (0,0%)    |
| Азијати           | 1 (0,2%)    | 2 (0,3%)    |
| Хиспаноамериканци | 9 (1,5%)    | 33 (5,5%)   |
| Укупно            | 587         | 604         |